# Than cốc

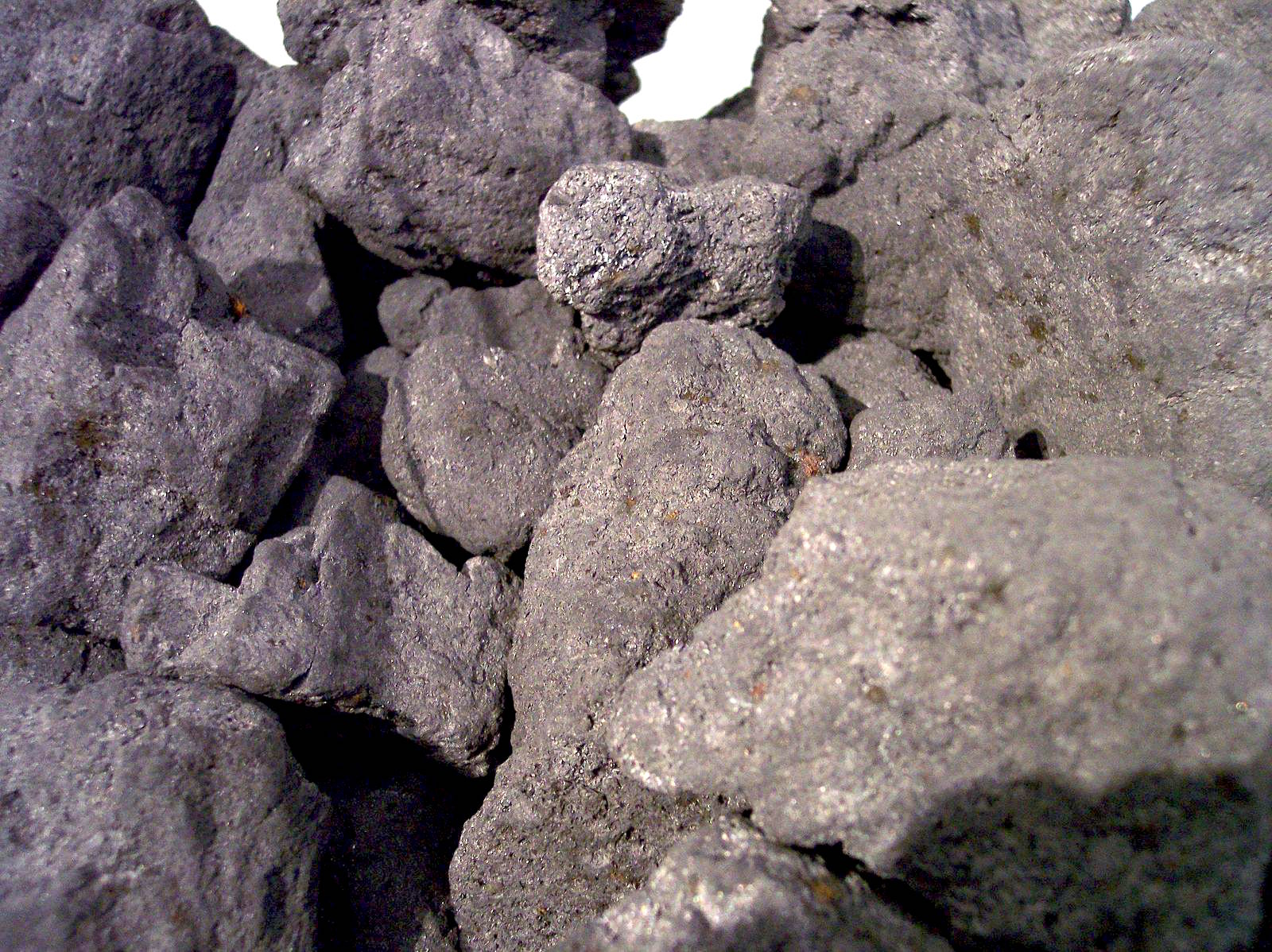
Than cốc thô.

Than cốc là một loại nhiên liệu xám, cứng và xốp có hàm lượng carbon cao và ít tạp chất, được tạo ra bằng cách nung nóng than mỡ hoặc dầu trong môi trường yếm khí - một quá trình chưng cất phá hủy. Nó là một sản phẩm công nghiệp quan trọng, được sử dụng chủ yếu trong nấu luyện quặng sắt, nhưng cũng là một loại nhiên liệu trong bếp lò và lò rèn khi ô nhiễm không khí là một mối lo ngại.
Thuật ngữ "than cốc" khi không nói rõ ràng thường được dùng để chỉ sản phẩm có nguồn gốc từ than bitum có hàm lượng tro và lưu huỳnh thấp bằng một quá trình gọi là luyện cốc. Một sản phẩm tương tự được gọi là than cốc dầu mỏ, hay petcoke, được lấy từ dầu thô trong các nhà máy lọc dầu. Than cốc cũng có thể được hình thành tự nhiên bởi các quá trình địa chất.

## Lịch sử

### Trung Quốc
Các nguồn lịch sử có niên đại từ thế kỷ 4 mô tả việc sản xuất than cốc ở Trung Quốc cổ đại. Người Trung Quốc lần đầu tiên sử dụng than cốc để sưởi ấm và nấu ăn vào khoảng thế kỷ 9. Vào những thập kỷ đầu của thế kỷ 11, những người thợ rèn Trung Quốc ở thung lũng sông Hoàng Hà đã bắt đầu cung cấp nhiên liệu cho lò nung của họ bằng than cốc, giải quyết vấn đề nhiên liệu của họ trong khu vực thưa thớt cây cối.

### Anh
Năm 1589, một bằng sáng chế đã được cấp cho Thomas Proctor và William Peterson để chế tạo sắt và thép và nấu chảy chì bằng "than đất, than biển, đất cỏ và than bùn". Bằng sáng chế này chứa một ám chỉ khác biệt đến việc chuẩn bị than bằng cách "nấu". Năm 1590, một bằng sáng chế đã được cấp cho Trưởng tu viện York để "lọc sạch than đá và giải phóng nó khỏi mùi khó chịu". Năm 1620, một bằng sáng chế đã được cấp cho một hội gồm William St. John và các hiệp sĩ khác, đề cập đến việc sử dụng than cốc trong nấu luyện quặng và sản xuất kim loại. Năm 1627, một bằng sáng chế đã được cấp cho Sir John Hacket và Octavius de Strada với phương pháp làm than biển và than mỏ trở thành hữu ích như than củi để sưởi đốt trong nhà mà không bị khó chịu do mùi hay khói.
Năm 1603, Hugh Plat cho rằng than mỏ có thể được đốt thành than tựa như than củi theo cách thức tương tự như cách mà người ta sản xuất than củi từ củi, gỗ. Quy trình này không được sử dụng cho đến năm 1642, khi than cốc được sử dụng để rang mạch nha ở Derbyshire; trước đây, các nhà sản xuất bia đã sử dụng gỗ, vì than không hóa thành than cốc không thể sử dụng trong sản xuất bia vì hơi khói lưu huỳnh của nó sẽ tạo ra mùi vị khó chịu cho bia. Nó được coi là một sự cải thiện về chất lượng, và mang lại một "sự thay đổi mà tất cả người Anh ngưỡng mộ" - quy trình than cốc cho phép nướng mạch nha nhẹ hơn, dẫn đến việc tạo ra loại bia nhạt vào cuối thế kỷ 17 gọi là pale ale.
Năm 1709, Abraham Darby I đã lập một lò cao đốt than cốc để sản xuất gang đúc. Cường độ chịu nén vượt trội của than cốc cho phép lò cao trở nên cao hơn và lớn hơn. Sự sẵn có của sắt rẻ tiền là một trong những yếu tố dẫn đến Cách mạng Công nghiệp. Trước thời điểm này, luyện sắt đã sử dụng một lượng lớn than củi, được sản xuất bằng cách đốt củi. Khi việc trồng rừng không thể đáp ứng nhu cầu, việc thay thế than củi bằng than cốc đã trở nên phổ biến ở Anh và than cốc được sản xuất bằng cách đốt than thành từng đống trên mặt đất sao cho chỉ lớp bên ngoài bị đốt cháy, để lại phần bên trong đống ở trạng thái cacbon hóa. Vào cuối thế kỷ 18, lò nướng tổ ong bằng gạch được phát triển, cho phép kiểm soát nhiều hơn quá trình đốt cháy.
Năm 1768, John Wilkinson đã xây dựng một lò nung thực tế hơn để chuyển đổi than thành than cốc. Wilkinson đã cải thiện quy trình bằng cách vun các đống than xung quanh một ống khói thấp ở trung tâm được xây dựng bằng gạch rời và có các lỗ cho khí đốt đi vào, dẫn đến sản lượng cao của than cốc tốt hơn. Với khả năng lớn hơn trong việc đốt, bao phủ và dập tắt các đống, năng suất đã tăng từ khoảng 33% lên đến 65% vào giữa thế kỷ 19. Ngành công nghiệp sắt của Scotland đã mở rộng nhanh chóng trong nửa sau thế kỷ 19, thông qua việc áp dụng quy trình thổi khí nóng trong các khu vực khai thác than của mình.
Vào năm 1802, một cụm các lò tổ ong đã được thiết lập gần Sheffield để luyện cốc từ than từ vỉa Silkstone dùng trong quá trình nấu luyện thép nồi nung. Đến năm 1870 đã có 14.000 lò tổ ong hoạt động trên các vùng bờ biển West Durham, có khả năng sản xuất 4.000.000 tấn Anh (4.480.000 tấn Mỹ; 4.060.000 t) than cốc. Để đo lường mức độ mở rộng của sản xuất than cốc, người ta ước tính rằng các yêu cầu của ngành công nghiệp sắt là khoảng 1.000.000 tấn Anh (1.120.000 tấn Mỹ; 1.020.000 t) một năm vào đầu những năm 1850, trong khi đến năm 1880, con số này đã tăng lên 7.000.000 tấn Anh (7.840.000 tấn Mỹ; 7.110.000 t), trong đó khoảng 5.000.000 tấn Anh (5.600.000 tấn Mỹ; 5.080.000 t) được sản xuất tại hạt Durham, 1.000.000 tấn Anh (1.120.000 tấn Mỹ; 1.020.000 t) ở vùng đồng cỏ Nam Wales và 1.000.000 tấn Anh (1.120.000 tấn Mỹ; 1.020.000 t) ở Yorkshire và Derbyshire.
Trong những năm đầu tiên của đầu máy xe lửa hơi nước, than cốc là nhiên liệu thông thường. Điều này là kết quả của một phần sớm của pháp luật môi trường; bất kỳ đầu máy được đề xuất nào cũng phải "thiêu đốt hết khói của chính nó". Điều này không thể đạt được về mặt kỹ thuật cho đến khi vòm gạch buồng đốt được sử dụng, nhưng việc đốt than cốc, với lượng phát thải khói thấp, được coi là đáp ứng yêu cầu. Quy tắc này đã bị lặng lẽ rút bỏ, và than rẻ hơn trở thành nhiên liệu thông thường, khi đường sắt được công chúng chấp nhận.

### Hoa Kỳ

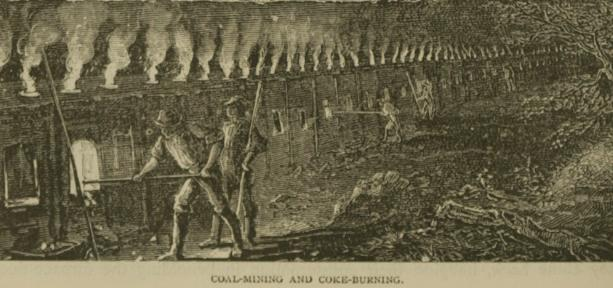
Minh họa của việc khai thác than và đốt than cốc từ năm 1879.

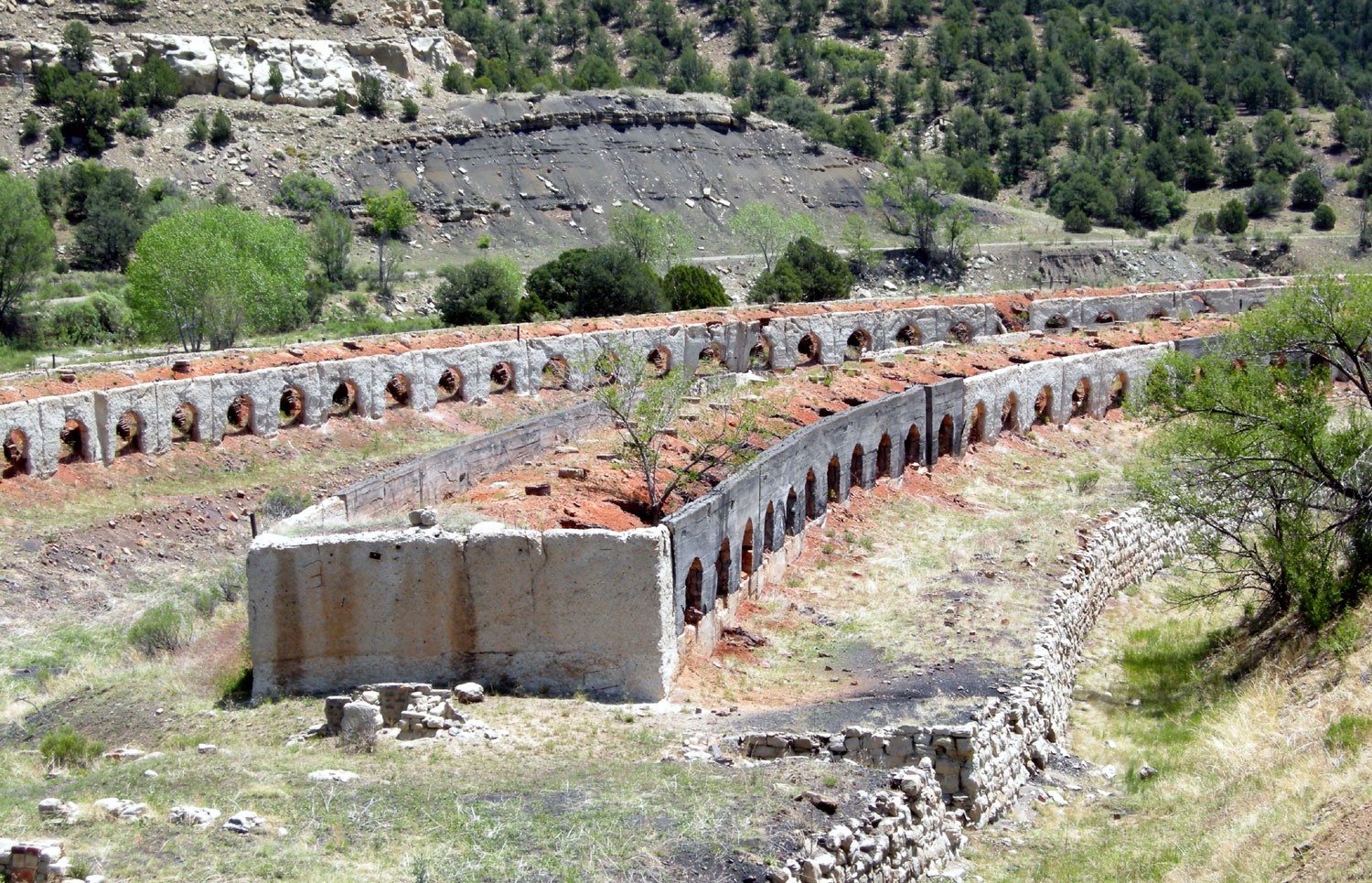
Lò luyện cốc tại Cokedale, phía tây Trinidad, Colorado, đã cung cấp các nhà máy thép ở Pueblo, Colorado.

Ở Mỹ, lần đầu tiên sử dụng than cốc trong lò luyện sắt vào khoảng năm 1817 tại lò luyện puddling Plumsock của Isaac Meason và nhà máy cán kim loại ở quận Fayette, Pennsylvania. Vào cuối thế kỷ 19, mỏ khai thác ở tây Pennsylvania cung cấp một nguồn nguyên liệu phong phú cho luyện cốc. Vào năm 1885, Công ty than và sắt Rochester và Pittsburgh xây dựng chuỗi lò luyện cốc dài nhất thế giới ở Walston, Pennsylvania, với 475 lò có chiều dài 2 km (1,25 dặm). Sản lượng của họ đạt 22.000 tấn mỗi tháng. Lò luyện cốc Minersville ở quận Huntingdon, Pennsylvania, đã được liệt kê trên Sổ đăng ký quốc gia về địa danh lịch sử năm 1991.
Từ năm 1870 đến 1905, số lượng lò tổ ong ở Mỹ đã tăng vọt từ khoảng 200 lên đến gần 31.000, sản xuất gần 18.000.000 tấn than cốc chỉ riêng ở khu vực Pittsburgh. Một người quan sát khoe rằng nếu được đưa lên tàu, thì "sản xuất hàng năm sẽ tạo thành một chuyến tàu dài đến nỗi động cơ phía trước sẽ đến San Francisco và quay trở lại Connellsville trước khi toa cuối cho người bảo vệ tàu được đưa ra khỏi lập tàu Connellsville!" Số lượng lò tổ ong ở Pittsburgh đạt đỉnh vào năm 1910 với gần 48.000.
Mặc dù tạo ra một loại nhiên liệu chất lượng hàng đầu, nhưng luyện cốc đã làm tổn hại cảnh quan xung quanh. Sau năm 1900, thiệt hại nghiêm trọng về môi trường của luyện cốc lò tổ ong đã thu hút sự chú ý cấp quốc gia, mặc dù thiệt hại đã phiền toái cho quận trong nhiều thập kỷ. Khói và khí từ một số lò phá hủy tất cả các thảm thực vật xung quanh các cộng đồng khai thác nhỏ, như W. J. Lauck của Ủy ban Di trú Hoa Kỳ ghi nhận vào năm 1911. Đi qua khu vực trên tàu, Charles van Hise chủ tịch Đại học Wisconsin đã nhìn thấy những dãy dài lò tổ ong từ đó ngọn lửa bùng phát và những đám khói dày đặc tỏa ra, làm cho bầu trời tối đen. Vào ban đêm, khung cảnh được diễn tả là chói lọi bởi vô số hố đang cháy này đến mức không thể kể xiết. Các lò tổ ong làm cho toàn bộ khu vực sản xuất than cốc trở thành một bầu trời buồn tẻ: không vui vẻ và không lành mạnh."

## Phân loại than cốc

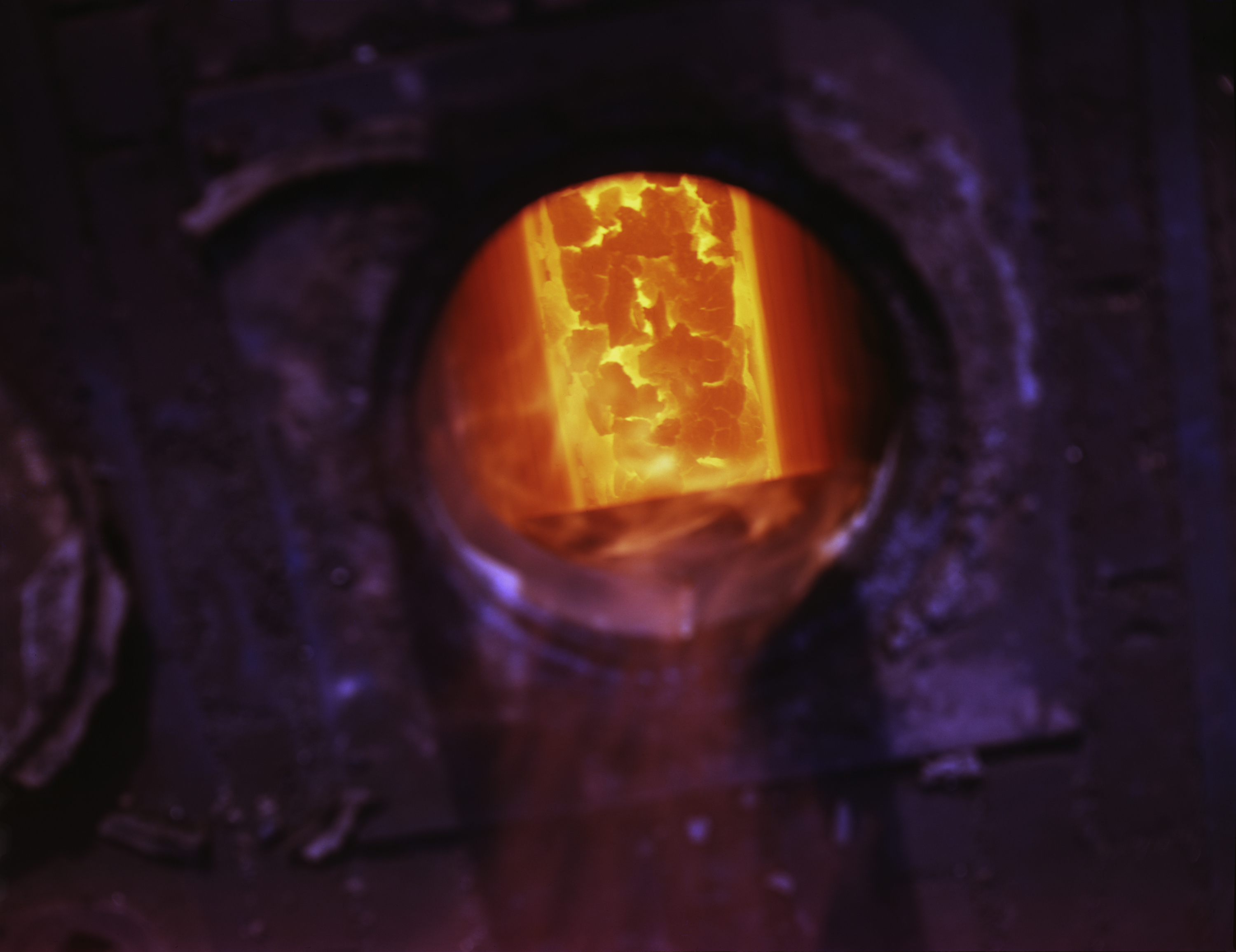
Các lò Hanna của Great Lakes Steel Corporation, Detroit. Tháp than ở trên đỉnh các lò cốc. Tháng 11 năm 1942

Các chỉ tiêu để đánh giá chất lượng than cốc được phân chia theo các nhóm cơ, lý, hóa học.
Các chỉ tiêu vật lý chính bao gồm: Cỡ hạt, độ ẩm, tỷ trọng riêng. Tỷ trọng riêng của than cốc khi đổ thành đống khoảng 0,77. Như thế, nó là vật liệu xốp với khá nhiều lỗ rỗng. Nói chung, than cốc luyện kim được phân loại theo cỡ hạt thành cốc cám (Breeze coke), cốc vụn (Nut coke), cốc lò cao (BF coke) và cốc lò đúc (Foundry coke).
Các chỉ tiêu hóa học chính bao gồm: Cacbon cố định, chất bốc, độ tro, lưu huỳnh. Có thể xét các chỉ tiêu như phosphor hay kim loại kiềm và kiềm thổ.
Các chỉ tiêu cơ học chính bao gồm: Các chỉ tiêu cơ học nguội chính như DI3015, DI15015 (trong thử nghiệm trống Nhật Bản), M10, M25, M40, I20, I10 (trong thử nghiệm Half Micum / Irsid kết hợp), độ ổn định và độ cứng (trong thử nghiệm tang quay ASTM D3402), và cơ học nóng có CSR và CRI. Ví dụ dưới đây là chỉ tiêu đối với các loại than cốc từ một nhà cung cấp từ Ấn Độ.
| Tham số                | Cốc cám  | Cốc vụn | Cốc vụn | Cốc vụn | Cốc lò cao | Cốc lò cao | Cốc lò đúc | Cốc lò đúc |
| ---------------------- | -------- | ------- | ------- | ------- | ---------- | ---------- | ---------- | ---------- |
| Cỡ hạt (mm)            | 0-6/0-10 | 6-15    | 6-25    | 10-25   | 20-80      | 40-90      | 70-100     | 100+       |
| Độ tro (%) max         | 22-24    | 16,0    | 15,0    | 14,0    | 13,0       | 12,5       | 12,5       | 12,5       |
| Chất bốc (%) max       | 6,0      | 4,0     | 4,0     | 4,0     | 1,2        | 1,2        | 1,7        | 3,0        |
| Cacbon cố định (%) min | 70-72    | 80,0    | 81,0    | 82,0    | 86,3       | 86,3       | 85,8       | 84,5       |
| P (%) max              | 0,05     | 0,05    | 0,05    | 0,05    | 0,05       | 0,05       | 0,05       | 0,05       |
| S (%) max              | 0,5      | 0,5     | 0,5     | 0,5     | 0,5        | 0,5        | 0,5        | 0,5        |
| M20 (%) min            |          |         |         |         | 90         |            |            |            |
| M10 (%) max            |          |         |         |         | 7,5        |            |            |            |
| CRI (%) max            |          |         |         |         | 25         | 25         |            |            |
| CSR (%) min            |          |         |         |         | 64-66      | 64-66      |            |            |
| Độ ẩm (%) max          | 12,0     | 8,0     | 8,0     | 8,0     | 5,0        | 5,0        | 5,0        | 5,0        |

Các tính chất quan trọng của than cốc là hàm lượng tro và lưu huỳnh và nó phụ thuộc vào loại than dùng để sản xuất cốc. Than cốc ít tro và lưu huỳnh được đánh giá cao trên thị trường. Các đặc trưng quan trọng khác là các chỉ số về độ nghiền nát như M10, M25 và M40, cung cấp thông tin về độ bền của cốc trong quá trình vận chuyển bên trong lò cao; phụ thuộc vào kích thước lò, các hạt cốc nghiền mịn không được phép cho vào lò cao do chúng có thể gây nghẽn luồng khí trong quá trình nạp quặng và than cốc. Một đặc trưng liên quan khác là chỉ số Độ bền cốc sau phản ứng (CSR); nó đại diện cho khả năng chống chịu của cốc trong các điều kiện rất khốc liệt bên trong lò cao trước khi rã ra thành các hạt mịn. Nói chung CSR và CRI (Chỉ số khả năng phản ứng cốc) là hai chỉ số có xu hướng biến thiên ngược nhau, với tổng CSR và CRI khoảng 90.
Hàm lượng nước trong than cốc bằng 0 vào cuối quy trình luyện cốc, nhưng cốc nóng thường được dập bằng nước (gần đây người ta thay thế dần bằng dập khí trơ như agon) vì thế nó có thể được vận chuyển vào lò cao. Cấu trúc tơi xốp nhiều lỗ rỗng của than cốc cũng hấp thụ một lượng nước nhất định, thường là 3–6% khối lượng hàm ẩm tự nhiên.
Than bitum (than mỡ) để luyện cốc phải đạt được mộ loạt các chỉ tiêu để dùng làm than luyện cốc, được xác định bằng các kỹ thuật thử nghiệm than cụ thể.

## Sử dụng
Sử dụng chủ yếu của than cốc là làm nhiên liệu cũng như làm tác nhân khử trong nấu luyện quặng sắt trong lò cao. Cacbon monoxit sinh ra từ sự đốt cháy than cốc khử sắt oxit (hematit) trong sản xuất sản phẩm chứa sắt theo phản ứng:
2 Fe
2O
3 + 3 C → 4 Fe + 3 CO
2
Than cốc cũng được sử dụng làm nhiên liệu trong nghề thợ rèn.
Do các thành phần sinh khói về cơ bản đã bị đẩy ra khỏi than trong quá trình luyện cốc nên than cốc là nhiên liệu phù hợp đối với một số kiểu lò mà các điều kiện bên trong lò là không thích hợp cho sự đốt cháy hoàn toàn của than bitum do than cốc cháy gần như không sinh ra khói trong khi than bitum sẽ tạo ra nhiều khói.
Than cốc cũng có thể được sử dụng để tổng hợp một số khí, như hỗn hợp của cacbon monoxit với hydro.
- Khí tổng hợp; khí nước: hỗn hợp của cacbon monoxit và hydro, sản xuất bằng cách cho hơi nước đi qua than cốc nóng đỏ (hay bất kỳ loại than củi nào)
- Khí sản xuất (khí nghèo hút vào, khí than); khí gỗ; khí tổng hợp: hỗn hợp của cacbon monoxit, hydro và nitơ, sản xuất bằng cách cho không khí đi qua than cốc nóng đỏ (hay bất kỳ loại than củi nào)

## Phụ phẩm phenol
Nước thải từ luyện cốc là rất độc hại và có khả năng gây ung thư. Nó chứa các hợp chất hữu cơ phenol, thơm,dị vòng và đa vòng, cũng như các chất vô cơ như xyanua, sulfide, amoni và amonia. Nhiều phương pháp khác nhau trong xử lý nước thải này đã được nghiên cứu trong những năm gần đây. Loại nấm thối rữa trắng Phanerochaete chrysosporium có thể loại bỏ tới 80% các phenol từ nước thải luyện cốc.

## Sản xuất
Năm 2018 ước tính toàn thế giới sản xuất khoảng 639 triệu tấn than cốc. Phân theo khu vực thì châu Á (chủ yếu tập trung tại Trung Quốc) sản xuất 520 triệu tấn, chiếm 81,3%. Châu Âu (bao gồm cả CIS) với 78 triệu tấn chiếm 12,2%, châu Mỹ với 30 triệu tấn chiếm 4,7%.